# Rimini Calcio Football Club 2008-2009
Questa pagina raccoglie i dati riguardanti il Rimini Calcio Football Club nelle competizioni ufficiali della stagione 2008-2009.

## Stagione

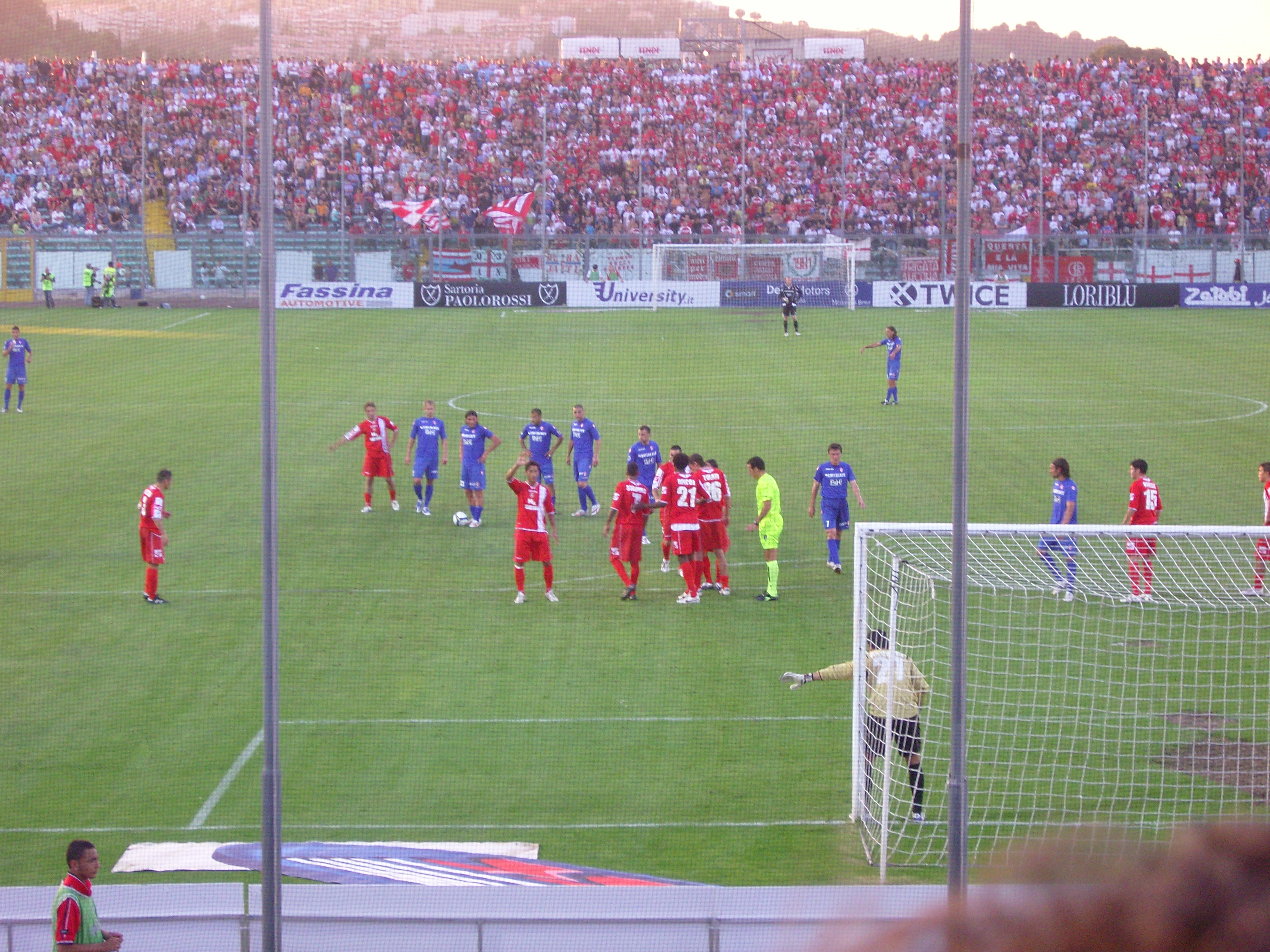
Ancona-Rimini, andata dei playout

La stagione 2008-2009 del Rimini inizia a giugno, quando Leonardo Acori decide di lasciare il Rimini dopo sei stagioni, venendo così rimpiazzato dall'allenatore in seconda Elvio Selighini, alla prima panchina da professionista dopo i tanti anni alla guida del settore giovanile.
I biancorossi iniziano il campionato alternando buoni risultati a partite negative: in poco più di un mese, tra settembre e ottobre, viene ottenuto solo un punto in 6 partite, inclusa una sconfitta per 5-0 allo Stadio Del Conero di Ancona.
Tuttavia, il 17 gennaio il Rimini chiude il girone di andata al 10º posto con 29 punti, nove in meno rispetto alla capolista Livorno.
Durante la sessione invernale di mercato vengono ceduti al Parma il bomber Daniele Vantaggiato (che a gennaio aveva già realizzato 13 reti) e il centrocampista Francesco Lunardini. Al loro posto arrivano l'attaccante Daniele Paponi (mai schierato titolare) e l'ala sinistra Davide Matteini, ma entrambi chiuderanno la stagione con zero gol segnati.
Nel corso del girone di ritorno la squadra perde posizioni, tanto che il 27 aprile Selighini viene sostituito da Guido Carboni dopo la sconfitta interna contro l'Avellino (penultimo in classifica), a cinque giornate dal termine. In quel momento il Rimini era un punto sopra la zona playout.
Già alla penultima giornata una vittoria contro il Pisa avrebbe dato ai biancorossi la salvezza matematica, ma al vantaggio di Sottil seguì un contestato rigore pisano trasformato al 93º da Genevier. All'ultima di campionato il Rimini perde 2-0 sul campo del Cittadella, altra squadra a rischio retrocessione. Questo risultato, congiunto alla vittoria del Modena sul campo della Triestina, ha come conseguenza il quintultimo posto nella classifica finale nonostante i 50 punti conseguiti, costringendo così i biancorossi ai playout contro la quartultima ovvero l'Ancona.
Nella gara di andata il Rimini passa in vantaggio al 16º con un contropiede di Pagano, salvo poi subire il pareggio di Salvatore Mastronunzio che segna con un tocco sottoporta a pochi minuti dalla fine. In virtù della migliore posizione in campionato, al Rimini basterebbe un pareggio nella sfida casalinga di ritorno: la gara viene però decisa dal colpo di testa dello stesso Mastronunzio che porta in vantaggio gli anconetani al 79º. Il risultato non cambierà fino al triplice fischio finale, condannando di fatto il Rimini alla retrocessione in Lega Pro dopo quattro anni di permanenza in Serie B.

## Divise e sponsor
Lo sponsor tecnico per la stagione 2008-2009 è Macron. La maglia casalinga a scacchi biancorossi prevede lo sponsor Banca di Rimini, mentre sulle maglie da trasferta campeggiano i loghi di B&H Hotels e Sayerlack.
| Casa | Trasferta | Terza Divisa | Quarta Divisa |

## Organigramma societario
Area direttiva
- Presidente: Luca Benedettini
- Vice Presidente: Ivan Ventimiglia

Area organizzativa
- Team manager: Piergiorgio Ceccherini

Area comunicazione
- Ufficio Stampa: Giuseppe Meluzzi
- Segretario: Giorgio Drudi, Floriano Evangelisti

Area tecnica
- Direttore sportivo: Walter Muratori
- Direttore tecnico: Luca D'Angelo
- Allenatore: Elvio Selighini, dal 27 aprile Guido Carboni
- Allenatore in seconda: Alessandro Loris Bonesso
- Preparatori atletici: Danilo Chiodi, Marco Greco
- Preparatore dei portieri: Giancarlo Bellucci

Area sanitaria
- Medico sociale: Cesare Gori
- Massaggiatori: Cesare Frusi, Pietro Rossini

## Rosa
| N. |                      | Ruolo | Calciatore           |
| -- | -------------------- | ----- | -------------------- |
| 1  | Italia (bandiera)    | P     | Maurizio Pugliesi    |
| 2  | Italia (bandiera)    | D     | Fabio Catacchini     |
| 3  | Italia (bandiera)    | D     | Paolo Bravo          |
| 4  | Italia (bandiera)    | C     | Alfredo Cardinale    |
| 5  | Italia (bandiera)    | D     | Emiliano Milone      |
| 6  | Svizzera (bandiera)  | C     | Migjen Basha         |
| 7  | Italia (bandiera)    | C     | Alessandro Frara     |
| 8  | Italia (bandiera)    | C     | Francesco Lunardini  |
| 8  | Italia (bandiera)    | A     | Davide Matteini      |
| 9  | Italia (bandiera)    | A     | Daniele Vantaggiato  |
| 10 | Argentina (bandiera) | C     | Adrián Ricchiuti     |
| 11 | Italia (bandiera)    | A     | Giacomo Cipriani     |
| 14 | Italia (bandiera)    | C     | Alessandro Marchi    |
| 15 | Polonia (bandiera)   | D     | Błażej Augustyn      |
| 16 | Italia (bandiera)    | D     | Roberto Rosino       |
| 17 | Italia (bandiera)    | D     | Michele Rinaldi      |
| 18 | Italia (bandiera)    | A     | Angelo Raffaele Nolè |
| 18 | Italia (bandiera)    | A     | Nicola Angeli        |

| N. |                    | Ruolo | Calciatore            |
| -- | ------------------ | ----- | --------------------- |
| 20 | Italia (bandiera)  | D     | Andrea Sottil         |
| 21 | Italia (bandiera)  | A     | Mattia Marchi         |
| 22 | Romania (bandiera) | C     | Sorin Paraschiv       |
| 23 | Italia (bandiera)  | P     | Marco Temeroli        |
| 26 | Italia (bandiera)  | P     | Federico Agliardi     |
| 27 | Italia (bandiera)  | C     | Biagio Pagano         |
| 32 | Italia (bandiera)  | D     | Roberto Vitiello      |
| 33 | Italia (bandiera)  | C     | Alessandro Fabbri     |
| 35 | Italia (bandiera)  | C     | Marco Mancosu         |
| 55 | Italia (bandiera)  | C     | Simone Loiodice       |
| 77 | Italia (bandiera)  | D     | Pierre Regonesi       |
| 78 | Italia (bandiera)  | C     | Athos Ferretti        |
| 82 | Italia (bandiera)  | D     | Giuseppe Lolaico      |
| 83 | Italia (bandiera)  | C     | Giovanni La Camera    |
| 84 | Italia (bandiera)  | A     | Emilio Benito Docente |
| 88 | Italia (bandiera)  | A     | Matteo Di Piazza      |
| 89 | Italia (bandiera)  | D     | Enrico Pezzi          |
| 99 | Italia (bandiera)  | A     | Daniele Paponi        |

## Calciomercato

### Sessione estiva
| Acquisti | Acquisti             | Acquisti       | Acquisti              |
| R.       | Nome                 | da             | Modalità              |
| -------- | -------------------- | -------------- | --------------------- |
| P        | Federico Agliardi    | Palermo        | prestito              |
| D        | Andrea Sottil        | Catania        | definitivo            |
| D        | Błażej Augustyn      | Legia Varsavia | prestito              |
| D        | Giuseppe Lolaico     | Potenza        | definitivo            |
| C        | Athos Ferretti       | Armando Picchi | definitivo            |
| C        | Giacomo Pettarin     | Sacilese       | definitivo            |
| C        | Giancarlo Lisai      | Castelsardo    | definitivo            |
| C        | Marco Mancosu        | Cagliari       | prestito              |
| A        | Angelo Raffaele Nolé | Messina        | fine prestito         |
| A        | Davide Moscardelli   | Cesena         | riscatto comproprietà |
| A        | Giacomo Cipriani     |                | svincolato            |
| A        | Matteo Di Piazza     | Vittoria       | definitivo            |

| Cessioni | Cessioni             | Cessioni      | Cessioni      |
| R.       | Nome                 | a             | Modalità      |
| -------- | -------------------- | ------------- | ------------- |
| P        | Andrea Consigli      | Atalanta      | fine prestito |
| D        | Giuseppe Lolaico     | Potenza       | prestito      |
| D        | Maurizio Peccarisi   |               | svincolato    |
| D        | Sandro Porchia       | Grosseto      | definitivo    |
| C        | Domenico Cristiano   |               | svincolato    |
| C        | Giacomo Pettarin     | Sambonifacese | comproprietà  |
| C        | Giancarlo Lisai      | Ivrea         | comproprietà  |
| A        | Angelo Raffaele Nolé | Potenza       | prestito      |
| A        | Davide Moscardelli   | Piacenza      | comproprietà  |
| A        | Giuseppe Greco       | Genoa         | fine prestito |
| A        | Matteo Di Piazza     | Benevento     | prestito      |

### Sessione invernale(dal 7/1 al 2/2)
| Acquisti | Acquisti         | Acquisti  | Acquisti      |
| R.       | Nome             | da        | Modalità      |
| -------- | ---------------- | --------- | ------------- |
| A        | Daniele Paponi   | Parma     | prestito      |
| A        | Davide Matteini  | Parma     | comproprietà  |
| A        | Matteo Di Piazza | Benevento | fine prestito |

| Cessioni | Cessioni            | Cessioni | Cessioni      |
| R.       | Nome                | a        | Modalità      |
| -------- | ------------------- | -------- | ------------- |
| C        | Athos Ferretti      | Südtirol | prestito      |
| C        | Francesco Lunardini | Parma    | comproprietà  |
| C        | Marco Mancosu       | Cagliari | fine prestito |
| A        | Daniele Vantaggiato | Parma    | comproprietà  |
| A        | Matteo Di Piazza    | Südtirol | prestito      |

## Risultati

### Campionato

#### Girone di andata
| Arbitro: | Tagliavento (Terni) |

|                         |           |           |
| C. Lucarelli 31’ (rig.) | Marcatori | 42’ Basha |

| Arbitro: | Ayrpldi (Molfetta) |

|                                                             |           |                            |
| Docente 34’ La Camera 38’ Pagano 55’ (rig.) Vantaggiato 86’ | Marcatori | 25’ (rig.), 43’, 50’ Bruno |

| Arbitro: | Scoditti (Bologna) |

|              |           |  |
| Quadrini 50’ | Marcatori |  |

| Arbitro: | Velotto (Grosseto) |

|  |           |              |
|  | Marcatori | 77’ Pasquato |

| Piacenza 23 settembre 2008, ore 20:30 CEST 5ª giornata | Piacenza           | 0 – 0 | Rimini | Stadio Leonardo Garilli\| Arbitro: \| Tozzi (Ostia Lido) \| |
| Arbitro:                                               | Tozzi (Ostia Lido) |       |        |                                                             |

| Arbitro: | Giannoccaro (Lecce) |

|              |           |                 |
| Cipriani 78’ | Marcatori | 2’, 76’ Noselli |

| Arbitro: | Candussio (Cervignano del Friuli) |

|                                                             |           |  |
| Mastronunzio 29’, 53’ Nassi 38’ Miramontes 57’ De Falco 81’ | Marcatori |  |

| Arbitro: | Tommasi (Bassano del Grappa) |

|                             |           |  |
| Vantaggiato 24’ (rig.), 78’ | Marcatori |  |

| Arbitro: | Baracani (Firenze) |

|                           |           |                 |
| Éder 44’ Dedič 62’ (rig.) | Marcatori | 36’ Vantaggiato |

| Arbitro: | Girardi (San Donà di Piave) |

|                              |           |                 |
| F. Rossini 45'+1’ Tavano 60’ | Marcatori | 82’ Vantaggiato |

| Arbitro: | N. Stefanini (Prato) |

|               |           |  |
| Ricchiuti 36’ | Marcatori |  |

| Arbitro: | Velotto (Grosseto) |

|                       |           |              |
| Catacchini 89’ (aut.) | Marcatori | 29’ Cipriani |

| Arbitro: | Calvarese (Teramo) |

|  |           |                            |
|  | Marcatori | 8’ Della Rocca 24’ Testini |

| Arbitro: | Marelli (Como) |

|                                 |           |                                        |
| Di Napoli 16’ (rig.) Scarpa 79’ | Marcatori | 8’ Docente 44’, 82’ (rig.) Vantaggiato |

| Arbitro: | Banti (Livorno) |

|                 |           |            |
| Vantaggiato 74’ | Marcatori | 85’ Caputo |

| Arbitro: | Candussio (Cervignano del Friuli) |

|  |           |                           |
|  | Marcatori | 62’ Docente 67’ Ricchiuti |

| Arbitro: | Celi (Campobasso) |

|  |           |                |
|  | Marcatori | 15’ Bjelanović |

| Arbitro: | Girardi (San Donà di Piave) |

|                |           |                                  |
| Carparelli 17’ | Marcatori | 39’, 51’ Vantaggiato 49’ Docente |

| Arbitro: | Cavarretta (Trapani) |

|                 |           |             |
| Vantaggiato 72’ | Marcatori | 71’ Madonna |

| Arbitro: | Scoditti (Bologna) |

|           |           |                                       |
| Greco 68’ | Marcatori | 15’ Vitiello 45+1’ (rig.) Vantaggiato |

| Arbitro: | Pierpaoli (Firenze) |

|               |           |  |
| Ricchiuti 10’ | Marcatori |  |

#### Girone di ritorno
| Rimini 24 gennaio 2009, ore 16:00 CET 22ª giornata | Rimini            | 0 – 0 | Parma | Stadio Romeo Neri\| Arbitro: \| Bergonzi (Genova) \| |
| Arbitro:                                           | Bergonzi (Genova) |       |       |                                                      |

| Arbitro: | Cavarretta (Trapani) |

|               |           |             |
| Catellani 87’ | Marcatori | 23’ Docente |

| Arbitro: | Ciampi (Roma) |

|                            |           |                         |
| Basha 54’ Ricchiuti 90'+1’ | Marcatori | 1’ Pedrelli 44’ Fonjock |

| Arbitro: | Dondarini (Finale Emilia) |

|                 |           |               |
| Corvia 24’, 57’ | Marcatori | 82’ La Camera |

| Arbitro: | Scoditti (Bologna) |

|  |           |                                  |
|  | Marcatori | 79’ Moscardelli 90'+2’ Graffiedi |

| Arbitro: | Peruzzo (Schio) |

|              |           |  |
| Zampagna 65’ | Marcatori |  |

| Arbitro: | Candussio (Cervignano del Friuli) |

|                        |           |             |
| Cipriani 39’ Basha 51’ | Marcatori | 10’ Soddimo |

| Arbitro: | Pinzani (Empoli) |

|  |           |                 |
|  | Marcatori | 45'+1’ Cipriani |

| Rimini 14 marzo 2009, ore 16:00 CET 30ª giornata | Rimini             | 0 – 0 | Frosinone | Stadio Romeo Neri\| Arbitro: \| Scoditti (Bologna) \| |
| Arbitro:                                         | Scoditti (Bologna) |       |           |                                                       |

| Arbitro: | De Marco (Chiavari) |

|             |           |               |
| Docente 20’ | Marcatori | 90'+3’ Tavano |

| Arbitro: | Girardi (San Donà di Piave) |

|               |           |  |
| Franchini 87’ | Marcatori |  |

| Arbitro: | Cavarretta (Trapani) |

|  |           |            |
|  | Marcatori | 18’ Soncin |

| Arbitro: | Tozzi (Ostia Lido) |

|                                                          |           |  |
| Granoche 15’ (rig.) Antonelli 28’ Della Rocca 71’ (rig.) | Marcatori |  |

| Arbitro: | Morganti (Ascoli Piceno) |

|                           |           |  |
| Cipriani 44’ Pagano 90+2’ | Marcatori |  |

| Arbitro: | Peruzzo (Schio) |

|                                   |           |  |
| Kutuzov 32’ Guberti 61’ Donda 83’ | Marcatori |  |

| Arbitro: | Dondarini (Finale Emilia) |

|                         |           |                                         |
| Frara 33’ Ricchiuti 40’ | Marcatori | 19’ Visconti 64’ Pecorari 85’ Venitucci |

| Arbitro: | Velotto (Grosseto) |

|                         |           |  |
| Forestieri 3’ Volta 70’ | Marcatori |  |

| Arbitro: | Ayroldi (Molfetta) |

|                |           |  |
| Pagano 6’, 88’ | Marcatori |  |

| Arbitro: | Calvarese (Teramo) |

|            |           |                          |
| Ruopolo 5’ | Marcatori | 12’ Pagano 64’ La Camera |

| Arbitro: | Ciampi (Roma) |

|            |           |                        |
| Sottil 83’ | Marcatori | 90'+3’ (rig.) Genevier |

| Arbitro: | Morganti (Ascoli Piceno) |

|                               |           |  |
| Carparelli 52’ Meggiorini 73’ | Marcatori |  |

#### Playout
| Arbitro: | Luca Banti (Livorno) |

|                  |           |            |
| Mastronunzio 86’ | Marcatori | 16’ Pagano |

| Arbitro: | Andrea Gervasoni (Mantova) |

|  |           |                  |
|  | Marcatori | 79’ Mastronunzio |

### Coppa Italia
| Arbitro: | Calvarese (Teramo) |

|                                    |                      |                                            |
| Docente 17’ Basha 45’ Regonesi 84’ | Marcatori            | 18’ Gerbino Polo 72’ Succi 82’ Sciaccaluga |
| Regonesi Ricchiuti La Camera Basha | Tiri di rigore 2 – 4 | Succi Zizzari Pettinari Ciuffetelli        |

## Classifica finale
|  |     | Classifica 2008-09 | Pt | G  | V  | N  | P  | GF | GS | DR  |
|  | --- | ------------------ | -- | -- | -- | -- | -- | -- | -- | --- |
|  | 18. | Rimini             | 50 | 42 | 13 | 11 | 18 | 43 | 56 | -13 |